# Aenigma
Aenigma iris es una  especie de coleóptero adéfago de la familia Carabidae y el único miembro del género monotípico Aenigma.